# Michael Zachries
Michael Zachries (n. 29 octombrie 1943, Zwickau, Q1485958⁠(d), Germania Nazistă – d. 28 iulie 2021) a fost un sportiv ce a reprezentat Republica Democrată Germană, medaliat olimpic. A participat la 2 ediții ale Jocurilor Olimpice (1976, 1980) în care a câștigat o medalie de bronz.